# Miguel Seijas
Miguel Seijas, né le 20 mai 1930 à Montevideo, est un rameur uruguayen.

## Biographie

### Palmarès

#### Aviron aux Jeux olympiques
- 1952 à Helsinki,  Finlande
  -  Médaille de bronze en deux de couple[1]